# Isoetes bradei
Isoetes bradei är en kärlväxtart som beskrevs av Wilhelm Franz Herter. Isoetes bradei ingår i släktet braxengräs, och familjen Isoetaceae. Inga underarter finns listade i Catalogue of Life.